# Миссия Криппса
Миссия Криппса (англ. Cripps' mission) — попытка британского правительства добиться индийского сотрудничества и поддержки во Второй мировой войне. Миссию возглавлял сэр Стаффорд Криппс (левый министр правительства при премьер-министре Уинстоне Черчилле).

## Суть миссии
Британское правительство хотело получить помощь индийского народа во Второй мировой войне. Расхождение во взглядах между двумя основными религиозными общинам страны были невыгодны британцам.

## Важные моменты декларации
а) Всеобщие выборы в Британской Индии будут организованы сразу после окончания Второй мировой войны.

б) Индия станет доминионом под владычеством Великобритании.

в) Те провинции, что не захотят вступить в доминион, смогут создать свои собственные отдельные союзы.

г) Меньшинства будут защищены.

## Итог
Индийский национальный конгресс и Мусульманская лига отклонили предложения британцев. Мухаммад Али Джинна был против этого плана, поскольку он не предусматривал создание Пакистана. Таким образом, Миссия Криппса провалилась.